# Llista de diputats del Parlament de Catalunya (VIII Legislatura)
La llista de diputats del Parlament de Catalunya de la vuitena legislatura és el conjunt de càrrecs electes que han constituït el Parlament de Catalunya des del 17 de novembre de 2006 fins al 5 d'octubre de 2010. Els electors de les quatre circumscripcions catalanes escolliren els 135 diputats a les eleccions al Parlament de Catalunya de l'1 de novembre de 2006. El parlament estava compost per un total de 6 candidatures, de les quals 5 van formar grup propi i la darrera, va conformar el grup mixt.

## Composició del Ple del Parlament
|  | Partit                | Barcelona | Girona | Lleida | Tarragona | Total |
|  | --------------------- | --------- | ------ | ------ | --------- | ----- |
|  | CiU                   | 27        | 7      | 7      | 7         | 48    |
|  | PSC-PSOE              | 25        | 4      | 3      | 5         | 37    |
|  | ERC                   | 11        | 4      | 3      | 3         | 21    |
|  | Partit Popular Català | 10        | 1      | 1      | 2         | 14    |
|  | ICV-EUiA              | 9         | 1      | 1      | 1         | 12    |
|  | C's                   | 3         | 0      | 0      | 0         | 3     |
|  | Total                 | 85        | 17     | 15     | 18        | 135   |

De les candidatures admeses a les eleccions, només 6 van rebre representació al Parlament de Catalunya. La candidatura més votada va ser Convergència i Unió amb 48 diputats, seguida pel Partit dels Socialistes de Catalunya amb 37 diputats i Esquerra Republicana de Catalunya amb 21 diputats. Ja amb menys, el Partit Popular de Catalunya va aconseguir 14 diputats i Iniciativa per Catalunya Verds - Esquerra Unida i Alternativa va obtenir 12. Finalment, Ciutadans - Partit de la Ciutadania, debutant en el parlament, amb 3 diputats, no va poder formar grup propi, al requerir almenys cinc representats, i hagueren de conformar el grup mixt. CiU s'imposà en les quatre demarcacions, tanmateix, no aconseguí els 68 representants de la majoria absoluta.

## Diputats
El següent llistat recull tots els membres que prengueren l'acta de diputat al llarg de la legislatura. En negreta hi ha ressaltats aquells que finalitzaren la legislatura.

### Mesa
La Mesa és l'òrgan rector col·legiat de la cambra. Les funcions més importants són: ordenar el treball parlamentari, interpretar el Reglament i dirigir els serveis del Parlament. La mesa del parlament està formada per 7 membres: el president/a, 2 vicepresidents i 4 secretaris. El President del Parlament té la representació de la cambra, estableix i manté l'ordre de les discussions i del debat, d'acord amb el Reglament, i vetlla per mantenir l'ordre dins el Parlament. Ernest Benach d'Esquerra Republicana de Catalunya va ser escollit, per segon cop, President de la Cambra amb el suport de 70 dels 135 diputats. La mesa en aquesta legislatura va estar formada per membres de 5 dels 6 grups parlamentaris.
|  | Nom                          | Imatge                       | Grup parlamentari | Circumscripció | Legislatures anteriors     | Inici mandat           | Fi mandat              | Càrrec                  |
|  | ---------------------------- | ---------------------------- | ----------------- | -------------- | -------------------------- | ---------------------- | ---------------------- | ----------------------- |
|  | Ernest Benach i Pascual      | Ernest Benach i Pascual      | ERC (ERC)         | Tarragona      | IV, V, VI, VII             | 17 de novembre de 2006 | 5 d'octubre de 2010    | President del Parlament |
|  | Higini Clotas i Cierco       | Higini Clotas i Cierco       | Socialista (PSC)  | Barcelona      | I, II, III, IV, V, VI, VII | 17 de novembre de 2006 | 5 d'octubre de 2010    | Vicepresident primer    |
|  | Ramon Camp i Batalla         | Ramon Camp i Batalla         | CIU (CDC)         | Barcelona      | I, II, III, IV, V, VI, VII | 17 de novembre de 2006 | 23 de setembre de 2008 | Vicepresident segon     |
|  | Lluís Maria Corominas i Díaz | Lluís Maria Corominas i Díaz | CIU (CDC)         | Barcelona      | VII                        | 17 de novembre de 2006 | 5 d'octubre de 2010    | Vicepresident segon     |
|  | Lídia Santos i Arnau         | Lídia Santos i Arnau         | Socialista (PSC)  | Barcelona      | VII                        | 17 de novembre de 2006 | 5 d'octubre de 2010    | Secretaria primer       |
|  | Antoni Castellà i Clavé      | Antoni Castellà i Clavé      | CIU (UDC)         | Barcelona      | VI, VII                    | 17 de novembre de 2006 | 5 d'octubre de 2010    | Secretari segon         |
|  | Jordi Miralles i Conte       | Jordi Miralles i Conte       | ICV-EUiA (EUiA)   | Barcelona      | VII                        | 17 de novembre de 2006 | 5 d'octubre de 2010    | Secretari tercer        |
|  | Rafael Luna i Vivas          | Rafael Luna i Vivas          | PPC               | Tarragona      | V, VI, VII                 | 17 de novembre de 2006 | 5 d'octubre de 2010    | Secretari quart         |

### Resta del Ple
|  | Nom                                 | Imatge                              | Grup parlamentari      | Circumscripció | Legislatures anteriors  | Inici mandat           | Fi mandat              | Càrrec                                                            |
|  | ----------------------------------- | ----------------------------------- | ---------------------- | -------------- | ----------------------- | ---------------------- | ---------------------- | ----------------------------------------------------------------- |
|  | Marta Alòs i López                  | Marta Alòs i López                  | CIU (CDC)              | Lleida         |                         | 26 de febrer de 2008   | 5 d'octubre de 2010    |                                                                   |
|  | Oriol Amorós i March                | Oriol Amorós i March                | ERC                    | Barcelona      | VII                     | 17 de novembre de 2006 | 1 de desembre de 2006  |                                                                   |
|  | Pere Aragonès i Garcia              | Pere Aragonès i Garcia              | ERC                    | Barcelona      |                         | 5 de desembre de 2012  | 1 de desembre de 2012  |                                                                   |
|  | Maria Teresa Aragonès i Perales     | Maria Teresa Aragonès i Perales     | ERC                    | Barcelona      | VII                     | 17 de novembre de 2006 | 1 de desembre de 2006  |                                                                   |
|  | Palmira Arcarons i Oferil           | Palmira Arcarons i Oferil           | Socialista (PSC)       | Barcelona      |                         | 17 de novembre de 2006 | 5 d'octubre de 2010    |                                                                   |
|  | Jordi Ausàs i Coll                  | Jordi Ausàs i Coll                  | ERC                    | Lleida         | V, VI, VII              | 17 de novembre de 2006 | 13 de març de 2008     | Conseller de Governació                                           |
|  | Josep Maria Balcells i Gené         | Josep Maria Balcells i Gené         | Socialista (PSC)       | Barcelona      |                         | 17 de novembre de 2006 | 5 d'octubre de 2010    |                                                                   |
|  | Josep Bargalló i Valls              | Josep Bargalló i Valls              | ERC                    | Tarragona      | IV, V, VI               | 17 de novembre de 2006 | 3 de gener de 2007     |                                                                   |
|  | Maria Dolors Batalla i Nogués       | Maria Dolors Batalla i Nogués       | CIU (CDC)              | Tarragona      |                         | 17 de novembre de 2006 | 5 d'octubre de 2010    |                                                                   |
|  | Albert Batalla i Siscart            | Albert Batalla i Siscart            | CIU (CDC)              | Lleida         | VII                     | 17 de novembre de 2006 | 5 d'octubre de 2010    |                                                                   |
|  | Joan Bertomeu i Bertomeu            | Joan Bertomeu i Bertomeu            | PPC                    | Tarragona      | VII                     | 17 de novembre de 2006 | 5 d'octubre de 2010    |                                                                   |
|  | Uriel Bertran i Arrué               | Uriel Bertran i Arrué               | ERC                    | Barcelona      | VII                     | 17 de novembre de 2006 | 5 d'agost de 2010      |                                                                   |
|  | Joan Boada i Masoliver              | Joan Boada i Masoliver              | ICV-EUiA (ICV)         | Girona         | V, VI, VII              | 17 de novembre de 2006 | 1 de desembre de 2006  |                                                                   |
|  | Meritxell Borràs i Solé             | Meritxell Borràs i Solé             | CIU (CDC)              | Barcelona      | V, VI, VII              | 17 de novembre de 2006 | 5 d'octubre de 2010    | `                                                                 |
|  | Pia Bosch i Codolà                  | Pia Bosch i Codolà                  | Socialista (PSC)       | Girona         |                         | 13 de desembre de 2006 | 5 d'octubre de 2010    |                                                                   |
|  | Pere Bosch i Cuenca                 | Pere Bosch i Cuenca                 | ERC                    | Girona         |                         | 17 de novembre de 2006 | 5 d'octubre de 2010    |                                                                   |
|  | Jaume Bosch i Mestres               |                                     | ICV-EUiA (ICV)         | Barcelona      | VII                     | 17 de novembre de 2006 | 5 d'octubre de 2010    |                                                                   |
|  | Francés Boya Alòs                   | Francés Boya Alòs                   | Socialista (PSC)       | Lleida         | VI, VII                 | 15 de desembre de 2006 | 5 d'octubre de 2010    |                                                                   |
|  | Maria Àngels Cabasés i Piqué        | Maria Àngels Cabasés i Piqué        | ERC                    | Lleida         |                         | 31 de març de 2008     | 5 d'octubre de 2010    |                                                                   |
|  | Pere Calbó i Roca                   | Pere Calbó i Roca                   | PPC                    | Barcelona      |                         | 17 de juny de 2010     | 5 d'octubre de 2010    |                                                                   |
|  | Maria Dolors Camats i Luis          |                                     | ICV-EUiA (ICV)         | Barcelona      | VII                     | 17 de novembre de 2006 | 5 d'octubre de 2010    |                                                                   |
|  | Marta Camps i Torrens               | Marta Camps i Torrens               | Socialista (PSC)       | Lleida         | VI, VII                 | 17 de novembre de 2006 | 8 de maig de 2008      |                                                                   |
|  | Carme Capdevila i Palau             | Carme Capdevila i Palau             | ERC                    | Girona         | VII                     | 17 de novembre de 2006 | 1 de desembre de 2006  | Consellera d'Acció Social i Ciutadania                            |
|  | Montserrat Capdevila i Tatché       | Montserrat Capdevila i Tatché       | Socialista (PSC)       | Barcelona      | VII                     | 17 de novembre de 2006 | 5 d'octubre de 2010    |                                                                   |
|  | Jordi William Carnes i Ayats        | Jordi William Carnes i Ayats        | Socialista (PSC)       | Barcelona      |                         | 17 de novembre de 2006 | 12 de setembre de 2007 |                                                                   |
|  | Martí Carnicer i Vidal              | Martí Carnicer i Vidal              | Socialista (PSC)       | Tarragona      | II, III, IV, V, VI, VII | 17 de novembre de 2006 | 1 de desembre de 2006  |                                                                   |
|  | Josep-Lluís Carod-Rovira            | Josep-Lluís Carod-Rovira            | ERC                    | Barcelona      | III, IV, V, VI, VII     | 16 de desembre de 2010 | 2 d'octubre de 2012    | Vicepresident del Govern de la Generalitat                        |
|  | Núria Carreras i Jordi              | Núria Carreras i Jordi              | Socialista (PSC)       | Girona         |                         | 25 de gener de 2010    | 5 d'octubre de 2010    |                                                                   |
|  | Judit Carreras i Tort               | Judit Carreras i Tort               | Socialista (PSC)       | Barcelona      |                         | 17 de novembre de 2006 | 5 d'octubre de 2010    |                                                                   |
|  | Miquel Carrillo i Giralt            | Miquel Carrillo i Giralt            | ERC                    | Barcelona      | VII                     | 31 de març de 2008     | 5 d'octubre de 2010    |                                                                   |
|  | Eudald Casadesús i Barceló          | Eudald Casadesús i Barceló          | CIU (CDC)              | Girona         | IV, V, VI, VII          | 17 de novembre de 2006 | 5 d'octubre de 2010    |                                                                   |
|  | Josep Casajuana i Pladellorens      | Josep Casajuana i Pladellorens      | Socialista (PSC)       | Barcelona      | VI, VII                 | 17 de juny de 2008     | 5 d'octubre de 2010    |                                                                   |
|  | Antoni Castells i Oliveres          | Antoni Castells i Oliveres          | Socialista (PSC)       | Barcelona      | IV, VII                 | 17 de novembre de 2006 | 5 d'octubre de 2010    | Conseller d'Economia i Finances                                   |
|  | Mohammed Chaib Akhdim               | Mohammed Chaib Akhdim               | Socialista (PSC)       | Barcelona      | VII                     | 17 de novembre de 2006 | 5 d'octubre de 2010    |                                                                   |
|  | Marta Cid i Pañella                 | Marta Cid i Pañella                 | ERC                    | Tarragona      | VII                     | 17 de novembre de 2006 | 5 d'octubre de 2010    |                                                                   |
|  | Mercè Civit i Illa                  | Mercè Civit i Illa                  | ICV-EUiA (EUiA)        | Barcelona      |                         | 17 de novembre de 2006 | 5 d'octubre de 2010    |                                                                   |
|  | Maria Dolors Clavell i Nadal        | Maria Dolors Clavell i Nadal        | ICV-EUiA (Independent) | Barcelona      | VII                     | 17 de novembre de 2006 | 5 d'octubre de 2010    |                                                                   |
|  | Josep Lluís Cleries i Gonzàlez      | Josep Lluís Cleries i Gonzàlez      | CIU (CDC)              | Barcelona      | VII                     | 17 de novembre de 2006 | 5 d'octubre de 2010    |                                                                   |
|  | Antoni Comín i Oliveres             | Antoni Comín i Oliveres             | Socialista (PSC)       | Barcelona      | VI, VII                 | 17 de novembre de 2006 | 5 d'octubre de 2010    |                                                                   |
|  | Jordi Cots i Domínguez              | Jordi Cots i Domínguez              | ERC                    | Barcelona      |                         | 20 de setembre de 2010 | 5 d'octubre de 2010    |                                                                   |
|  | Xavier Crespo i Llobet              | Xavier Crespo i Llobet              | CIU (CDC)              | Girona         |                         | 17 de novembre de 2006 | 5 d'octubre de 2010    |                                                                   |
|  | Jordi Cuminal i Roquet              | Jordi Cuminal i Roquet              | CIU (CDC)              | Barcelona      |                         | 26 de setembre de 2008 | 5 d'octubre de 2010    |                                                                   |
|  | Núria de Gispert i Català           | Núria de Gispert i Català           | CiU (UDC)              | Barcelona      | VII                     | 17 de novembre de 2006 | 5 d'octubre de 2010    |                                                                   |
|  | Sergi de los Ríos i Martínez        | Sergi de los Ríos i Martínez        | ERC                    | Tarragona      | VII                     | 12 de gener de 2007    | 5 d'octubre de 2010    |                                                                   |
|  | Manuela de Madre Ortega             | Manuela de Madre Ortega             | Socialista (PSC)       | Barcelona      | III, IV, V, VI, VII     | 17 de novembre de 2006 | 5 d'octubre de 2010    |                                                                   |
|  | Carmen de Rivera i Pla              | Carmen de Rivera i Pla              | Mixt (C's)             | Barcelona      |                         | 17 de setembre de 2009 | 5 d'octubre de 2010    |                                                                   |
|  | Joan Manuel del Pozo i Àlvarez      | Joan Manuel del Pozo i Àlvarez      | Socialista (PSC)       | Girona         |                         | 17 de novembre de 2006 | 25 de gener de 2008    |                                                                   |
|  | Pilar Dellunde i Clavé              | Pilar Dellunde i Clavé              | ERC                    | Barcelona      | VII                     | 17 de novembre de 2006 | 4 de desembre de 2006  |                                                                   |
|  | Xavier Dilmé i Vert                 | Xavier Dilmé i Vert                 | CIU (UDC)              | Girona         |                         | 17 de novembre de 2006 | 5 d'octubre de 2010    |                                                                   |
|  | José Domingo Domingo                | José Domingo Domingo                | Mixt (C's)             | Barcelona      |                         | 17 de novembre de 2006 | 5 d'octubre de 2010    |                                                                   |
|  | José Antonio Donaire Benito         | José Antonio Donaire Benito         | Socialista (PSC)       | Girona         | VII                     | 31 de gener de 2008    | 13 de gener de 2010    |                                                                   |
|  | Ramon Espadaler i Parcerisas        | Ramon Espadaler i Parcerisas        | CIU (UDC)              | Barcelona      | IV, V, VI, VII          | 17 de novembre de 2006 | 5 d'octubre de 2010    |                                                                   |
|  | Miquel Àngel Estradé i Palau        | Miquel Àngel Estradé i Palau        | ERC                    | Lleida         | VII                     | 17 de novembre de 2006 | 5 d'octubre de 2010    |                                                                   |
|  | Teresa Estruch Mestres              | Teresa Estruch Mestres              | Socialista (PSC)       | Barcelona      | VII                     | 25 de setembre de 2007 | 5 d'octubre de 2010    |                                                                   |
|  | Antoni Fernández i Teixidó          | Antoni Fernández i Teixidó          | CIU (CDC)              | Barcelona      | III, VI, VII            | 17 de novembre de 2006 | 5 d'octubre de 2010    |                                                                   |
|  | Joan Ferran i Serafini              | Joan Ferran i Serafini              | Socialista (PSC)       | Barcelona      | IV, V, VI, VII          | 17 de novembre de 2006 | 5 d'octubre de 2010    |                                                                   |
|  | Rosa Maria Ferrer Valls             | Rosa Maria Ferrer Valls             | Socialista (PSC)       | Barcelona      |                         | 9 de març de 2007      | 5 d'octubre de 2010    |                                                                   |
|  | Anna Figueras i Ibañez              | Anna Figueras i Ibañez              | CIU (CDC)              | Barcelona      |                         | 17 de novembre de 2006 | 5 d'octubre de 2010    |                                                                   |
|  | Carme Figueras i Siñol              |                                     | Socialista (PSC)       | Barcelona      | V, VI, VII              | 17 de novembre de 2006 | 29 de juliol de 2010   |                                                                   |
|  | Daniel Font i Cardona               | Daniel Font i Cardona               | Socialista (PSC)       | Barcelona      | III, IV                 | 17 de novembre de 2006 | 5 d'octubre de 2010    |                                                                   |
|  | Rosa Fortuny i Torroella            | Rosa Fortuny i Torroella            | CIU (CDC)              | Barcelona      |                         | 17 de novembre de 2006 | 5 d'octubre de 2010    |                                                                   |
|  | Josep Maria Freixanet i Mayans      | Josep Maria Freixanet i Mayans      | ERC                    | Barcelona      | VII                     | 17 de novembre de 2006 | 5 de desembre de 2006  |                                                                   |
|  | Eva García Rodríguez                | Eva García Rodríguez                | PPC                    | Barcelona      | VII                     | 23 d'octubre de 2009   | 5 d'octubre de 2010    |                                                                   |
|  | Marina Geli i Fàbrega               | Marina Geli i Fàbrega               | Socialista (PSC)       | Girona         | V, VI, VII              | 17 de novembre de 2006 | 1 de desembre de 2012  | Consellera de Salut                                               |
|  | Patrícia Gomà i Pons                | Patrícia Gomà i Pons                | ERC                    | Barcelona      |                         | 5 de desembre de 2006  | 5 d'octubre de 2010    |                                                                   |
|  | Josep Grau i Seris                  | Josep Grau i Seris                  | CIU (CDC)              | Lleida         | VI, VII                 | 17 de novembre de 2006 | 5 d'octubre de 2010    |                                                                   |
|  | Francesc Homs i Molist              | Francesc Homs i Molist              | CIU (CDC)              | Barcelona      | VII                     | 17 de novembre de 2006 | 5 d'octubre de 2010    |                                                                   |
|  | Josep Huguet i Biosca               | Josep Huguet i Biosca               | ERC                    | Barcelona      | V, VI, VII              | 17 de novembre de 2006 | 1 de desembre de 2012  | Conseller d'Innovació, Universitats i Empresa                     |
|  | Miquel Iceta i Llorens              | Miquel Iceta i Llorens              | Socialista (PSC)       | Barcelona      | VI, VII                 | 17 de novembre de 2006 | 5 d'octubre de 2010    |                                                                   |
|  | Roberto Edgardo Labandera Ganachipi | Roberto Edgardo Labandera Ganachipi | Socialista (PSC)       | Barcelona      | VI, VII                 | 17 de novembre de 2006 | 5 d'octubre de 2010    |                                                                   |
|  | Assumpció Laïlla i Jou              | Assumpció Laïlla i Jou              | CIU (UDC)              | Barcelona      |                         | 17 de novembre de 2006 | 5 d'octubre de 2010    |                                                                   |
|  | Dolors López Ortega                 | Dolors López Ortega                 | Socialista (PSC)       | Tarragona      |                         | 17 de gener de 2007    | 5 d'octubre de 2010    |                                                                   |
|  | Agustí Lluís López i Pla            | Agustí Lluís López i Pla            | CIU (CDC)              | Lleida         | VI, VII                 | 17 de novembre de 2006 | 5 d'octubre de 2010    |                                                                   |
|  | Rafael López Rueda                  | Rafael López Rueda                  | PPC                    | Barcelona      | VII                     | 17 de novembre de 2006 | 5 d'octubre de 2010    |                                                                   |
|  | Marina Llansana i Rosich            | Marina Llansana i Rosich            | ERC                    | Barcelona      | VII                     | 17 de novembre de 2006 | 5 d'octubre de 2010    |                                                                   |
|  | Joaquim Llena i Cortina             | Joaquim Llena i Cortina             | Socialista (PSC)       | Lleida         | VI, VII                 | 17 de novembre de 2006 | 1 de desembre de 2006  | Conseller d'Agricultura, Alimentació i Acció Rural                |
|  | Antoni Llevot Lloret                | Antoni Llevot Lloret                | Socialista (PSC)       | Lleida         |                         | 20 de maig de 2008     | 5 d'octubre de 2010    |                                                                   |
|  | Josep Llobet Navarro                | Josep Llobet Navarro                | PPC                    | Barcelona      | VII                     | 25 de setembre de 2007 | 5 d'octubre de 2010    |                                                                   |
|  | Marta Llorens i Garcia              | Marta Llorens i Garcia              | CIU (UDC)              | Barcelona      | VII                     | 17 de novembre de 2006 | 5 d'octubre de 2010    |                                                                   |
|  | Benet Maimí i Pou                   | Benet Maimí i Pou                   | CIU (UDC)              | Barcelona      |                         | 17 de novembre de 2006 | 5 d'octubre de 2010    |                                                                   |
|  | Ernest Maragall i Mira              | Ernest Maragall i Mira              | Socialista (PSC)       | Barcelona      | VII                     | 17 de novembre de 2006 | 1 de desembre de 2006  | Conseller d'Educació                                              |
|  | Alexandre Martínez i Medina         | Alexandre Martínez i Medina         | Socialista (PSC)       | Tarragona      |                         | 17 de novembre de 2006 | 5 d'octubre de 2010    |                                                                   |
|  | Artur Mas i Gavarró                 | Artur Mas i Gavarró                 | CIU (CDC)              | Barcelona      | V, VI, VII              | 17 de novembre de 2006 | 5 d'octubre de 2010    | Cap de l'oposició                                                 |
|  | Ferran Mascarell i Canalda          | Ferran Mascarell i Canalda          | Socialista (PSC)       | Barcelona      |                         | 17 de novembre de 2006 | 1 de març de 2007      |                                                                   |
|  | Laura Massana i Mas                 |                                     | ICV-EUiA (ICV)         | Barcelona      |                         | 17 de novembre de 2006 | 5 d'octubre de 2010    |                                                                   |
|  | Rocío Martínez-Sampere i Rodrigo    | Rocío Martínez-Sampere i Rodrigo    | Socialista (PSC)       | Barcelona      |                         | 17 de novembre de 2006 | 5 d'octubre de 2010    |                                                                   |
|  | Carina Mejías Sánchez               | Carina Mejías Sánchez               | PPC                    | Barcelona      | VI                      | 17 de novembre de 2006 | 5 d'octubre de 2010    |                                                                   |
|  | Caterina Mieras i Barceló           | Caterina Mieras i Barceló           | Socialista (PSC)       | Barcelona      | VI, VII                 | 17 de novembre de 2006 | 5 d'octubre de 2010    |                                                                   |
|  | Salvador Milà i Solsona             |                                     | ICV-EUiA (ICV)         | Barcelona      |                         | 17 de novembre de 2006 | 5 d'octubre de 2010    |                                                                   |
|  | Josep Enric Millo i Rocher          | Josep Enric Millo i Rocher          | PPC                    | Girona         | V, VI                   | 17 de novembre de 2006 | 5 d'octubre de 2010    |                                                                   |
|  | Anna Miranda i Torres               | Anna Miranda i Torres               | CIU (UDC)              | Lleida         | VII                     | 16 de desembre de 2010 | 5 d'octubre de 2012    |                                                                   |
|  | Carmel Mòdol i Bresolí              | Carmel Mòdol i Bresolí              | ERC                    | Lleida         | VII                     | 17 de novembre de 2006 | 5 d'octubre de 2010    |                                                                   |
|  | Jordi Montanya i Mías               | Jordi Montanya i Mías               | PPC                    | Lleida         | VII                     | 17 de novembre de 2006 | 5 d'octubre de 2010    |                                                                   |
|  | José Montilla i Aguilera            | José Montilla i Aguilera            | Socialista (PSC)       | Barcelona      |                         | 17 de novembre de 2006 | 5 d'octubre de 2010    | President de la Generalitat                                       |
|  | Dolors Montserrat i Culleré         | Dolors Montserrat i Culleré         | PPC                    | Barcelona      | III, IV, V, VI, VII     | 17 de novembre de 2006 | 5 d'octubre de 2010    |                                                                   |
|  | Joan Morell i Comas                 | Joan Morell i Comas                 | CIU (CDC)              | Barcelona      |                         | 17 de novembre de 2006 | 5 d'octubre de 2010    |                                                                   |
|  | Joaquim Nadal i Farreras            | Joaquim Nadal i Farreras            | Socialista (PSC)       | Girona         | II, III, IV, V, VI, VII | 17 de novembre de 2006 | 5 d'octubre de 2010    | Conseller de Política Territorial i Obres Públiques               |
|  | Joan Miquel Nadal i Malé            | Joan Miquel Nadal i Malé            | CIU (CDC)              | Tarragona      | VI, VII                 | 17 de novembre de 2006 | 5 d'octubre de 2010    |                                                                   |
|  | Montserrat Nebrera i González       | Montserrat Nebrera i González       | PPC                    | Barcelona      |                         | 17 de novembre de 2006 | 21 d'octubre de 2009   |                                                                   |
|  | María Ángeles Olano García          | María Ángeles Olano García          | PPC                    | Barcelona      | VII                     | 17 de novembre de 2006 | 5 d'octubre de 2010    |                                                                   |
|  | Esteve Orriols i Sendra             | Esteve Orriols i Sendra             | CIU (CDC)              | Barcelona      | II, III, IV, V, VI, VII | 17 de novembre de 2006 | 25 de juny de 2008     |                                                                   |
|  | Joana Ortega i Alemany              | Joana Ortega i Alemany              | CIU (UDC)              | Barcelona      |                         | 17 de novembre de 2006 | 5 d'octubre de 2010    |                                                                   |
|  | Laia Ortiz i Castellví              | Laia Ortiz i Castellví              | ICV-EUiA (ICV)         | Barcelona      |                         | 17 de novembre de 2006 | 5 d'octubre de 2010    |                                                                   |
|  | Belén Pajares Ribas                 | Belén Pajares Ribas                 | PPC                    | Barcelona      | VII                     | 17 de novembre de 2006 | 5 d'octubre de 2010    |                                                                   |
|  | Joaquim Josep Paladella Curto       | Joaquim Josep Paladella Curto       | Socialista (PSC)       | Tarragona      | VII                     | 19 de desembre de 2006 | 5 d'octubre de 2010    |                                                                   |
|  | Francesc Xavier Pallarès i Povill   | Francesc Xavier Pallarès i Povill   | CIU (CDC)              | Tarragona      |                         | 17 de novembre de 2006 | 5 d'octubre de 2010    |                                                                   |
|  | Francesc Hilari Pané i Sans         | Francesc Hilari Pané i Sans         | ICV-EUiA (ICV)         | Lleida         |                         | 17 de novembre de 2006 | 5 d'octubre de 2010    |                                                                   |
|  | Agnès Pardell i Veà                 | Agnès Pardell i Veà                 | Socialista (PSC)       | Lleida         |                         | 17 de novembre de 2006 | 5 d'octubre de 2010    |                                                                   |
|  | Josep Maria Pelegrí i Aixut         | Josep Maria Pelegrí i Aixut         | CIU (UDC)              | Lleida         | VII                     | 17 de novembre de 2006 | 5 d'octubre de 2010    |                                                                   |
|  | Carles Pellicer i Punyed            | Carles Pellicer i Punyed            | CIU (CDC)              | Tarragona      | VI, VII                 | 17 de novembre de 2006 | 5 d'octubre de 2010    |                                                                   |
|  | David Pérez i Ibáñez                | David Pérez i Ibáñez                | Socialista (PSC)       | Barcelona      | VI, VII                 | 17 de novembre de 2006 | 5 d'octubre de 2010    |                                                                   |
|  | Dídac Pestaña Rodríguez             | Dídac Pestaña Rodríguez             | Socialista (PSC)       | Barcelona      |                         | 4 d'agost de 2010      | 5 d'octubre de 2010    |                                                                   |
|  | Daniel Pi i Noya                    | Daniel Pi i Noya                    | ICV-EUiA (ICV)         | Tarragona      |                         | 17 de novembre de 2006 | 5 d'octubre de 2010    |                                                                   |
|  | Pilar Pifarré i Matas               | Pilar Pifarré i Matas               | CIU (CDC)              | Barcelona      |                         | 17 de novembre de 2006 | 5 d'octubre de 2010    |                                                                   |
|  | Josep Piqué i Camps                 | Josep Piqué i Camps                 | PPC                    | Barcelona      | VII                     | 17 de novembre de 2006 | 17 de setembre de 2007 |                                                                   |
|  | Josep Pont i Sans                   | Josep Pont i Sans                   | CIU (CDC)              | Lleida         | VII                     | 17 de novembre de 2006 | 21 de febrer de 2008   |                                                                   |
|  | Josep Lluís Postigo i Garcia        | Josep Lluís Postigo i Garcia        | ICV-EUiA (ICV)         | Girona         | VII                     | 13 de desembre de 2006 | 5 d'octubre de 2010    |                                                                   |
|  | Consol Prados i Martínez            | Consol Prados i Martínez            | Socialista (PSC)       | Barcelona      | VII                     | 17 de novembre de 2006 | 5 d'octubre de 2010    |                                                                   |
|  | Felip Puig i Godes                  | Felip Puig i Godes                  | CIU (CDC)              | Barcelona      | VII                     | 17 de novembre de 2006 | 5 d'octubre de 2010    |                                                                   |
|  | Joan Puigcercós i Boixassa          | Joan Puigcercós i Boixassa          | ERC                    | Barcelona      | IV, V, VI               | 17 de novembre de 2006 | 5 d'octubre de 2010    | Conseller de Governació                                           |
|  | Carles Puigdemont i Casamajó        | Carles Puigdemont i Casamajó        | CIU (CDC)              | Girona         |                         | 17 de novembre de 2006 | 5 d'octubre de 2010    |                                                                   |
|  | Esteve Pujol i Badà                 | Esteve Pujol i Badà                 | Socialista (PSC)       | Girona         | VII                     | 17 de novembre de 2006 | 5 d'octubre de 2010    |                                                                   |
|  | Oriol Pujol i Ferrusola             | Oriol Pujol i Ferrusola             | CIU (CDC)              | Barcelona      | VII                     | 17 de novembre de 2006 | 5 d'octubre de 2010    |                                                                   |
|  | Alfons Quera i Carré                | Alfons Quera i Carré                | ERC                    | Girona         | VII                     | 12 de desembre de 2006 | 5 d'octubre de 2010    |                                                                   |
|  | Josep Maria Rañé i Blasco           | Josep Maria Rañé i Blasco           | Socialista (PSC)       | Barcelona      | III, IV, V, VI, VII     | 17 de novembre de 2006 | 4 de juny de 2008      |                                                                   |
|  | Joan Raventós i Pujadó              | Joan Raventós i Pujadó              | CIU (CDC)              | Barcelona      | V, VI, VII              | 17 de novembre de 2006 | 5 d'octubre de 2010    |                                                                   |
|  | Joan Recasens i Guinot              | Joan Recasens i Guinot              | CIU (UDC)              | Barcelona      |                         | 17 de novembre de 2006 | 5 d'octubre de 2010    |                                                                   |
|  | Maria Glòria Renom i Vallbona       | Maria Glòria Renom i Vallbona       | CIU (CDC)              | Barcelona      | VII                     | 17 de novembre de 2006 | 5 d'octubre de 2010    |                                                                   |
|  | Elena Ribera i Garijo               | Elena Ribera i Garijo               | CIU (UDC)              | Girona         | VII                     | 17 de novembre de 2006 | 5 d'octubre de 2010    |                                                                   |
|  | Montserrat Ribera i Puig            | Montserrat Ribera i Puig            | CIU (CDC)              | Barcelona      |                         | 1 de juliol de 2008    | 5 d'octubre de 2010    |                                                                   |
|  | Joan Ridao i Martín                 | Joan Ridao i Martín                 | ERC                    | Barcelona      | V, VI, VII              | 17 de novembre de 2006 | 26 de març de 2008     |                                                                   |
|  | Irene Rigau i Oliver                | Irene Rigau i Oliver                | CIU (CDC)              | Barcelona      | VII                     | 17 de novembre de 2006 | 5 d'octubre de 2010    |                                                                   |
|  | Albert Rivera Díaz                  | Albert Rivera Díaz                  | Mixt (C's)             | Barcelona      |                         | 17 de novembre de 2006 | 5 d'octubre de 2010    |                                                                   |
|  | Antonio Robles Almeida              | Antonio Robles Almeida              | Mixt (C's)             | Barcelona      |                         | 17 de novembre de 2006 | 8 de setembre de 2009  |                                                                   |
|  | Maria Mercè Roca i Perich           | Maria Mercè Roca i Perich           | ERC                    | Girona         | VII                     | 17 de novembre de 2006 | 5 d'octubre de 2010    |                                                                   |
|  | Santiago Rodríguez Serra            | Santiago Rodríguez Serra            | PPC                    | Barcelona      | VII                     | 17 de novembre de 2006 | 5 d'octubre de 2010    |                                                                   |
|  | Dolors Rovirola i Coromí            | Dolors Rovirola i Coromí            | CIU (CDC)              | Girona         |                         | 17 de novembre de 2006 | 5 d'octubre de 2010    |                                                                   |
|  | Meritxell Ruiz i Isern              | Meritxell Ruiz i Isern              | CIU (CDC)              | Tarragona      |                         | 17 de novembre de 2006 | 5 d'octubre de 2010    |                                                                   |
|  | Josep Rull i Andreu                 | Josep Rull i Andreu                 | CIU (CDC)              | Barcelona      | V, VI, VII              | 17 de novembre de 2006 | 5 d'octubre de 2010    |                                                                   |
|  | Xavier Sabaté i Ibarz               | Xavier Sabaté i Ibarz               | Socialista (PSC)       | Tarragona      |                         | 17 de novembre de 2006 | 4 de gener de 2007     |                                                                   |
|  | Carles Sala i Roca                  | Carles Sala i Roca                  | CIU (UDC)              | Tarragona      |                         | 17 de novembre de 2006 | 5 d'octubre de 2010    |                                                                   |
|  | Francesc Sancho i Serena            | Francesc Sancho i Serena            | CIU (CDC)              | Tarragona      | VII                     | 17 de novembre de 2006 | 5 d'octubre de 2010    |                                                                   |
|  | Joan Saura i Laporta                | Joan Saura i Laporta                | ICV-EUiA (ICV)         | Barcelona      | III, IV, VII            | 17 de novembre de 2006 | 5 d'octubre de 2010    | Conseller d'Interior i de Relacions Institucionals i Participació |
|  | Núria Segú i Ferré                  | Núria Segú i Ferré                  | Socialista (PSC)       | Tarragona      | VI, VII                 | 17 de novembre de 2006 | 5 d'octubre de 2010    |                                                                   |
|  | Anna Simó i Castelló                | Anna Simó i Castelló                | ERC                    | Barcelona      |                         | 17 de novembre de 2006 | 5 d'octubre de 2010    |                                                                   |
|  | Daniel Sirera Bellés                | Daniel Sirera Bellés                | PPC                    | Barcelona      | V, VI, VII              | 17 de novembre de 2006 | 5 d'octubre de 2010    |                                                                   |
|  | Jordi Terrades i Santacreu          | Jordi Terrades i Santacreu          | Socialista (PSC)       | Barcelona      | VI, VII                 | 15 de desembre de 2006 | 5 d'octubre de 2010    |                                                                   |
|  | Montserrat Tura i Camafreita        | Montserrat Tura i Camafreita        | Socialista (PSC)       | Barcelona      | IV, V, VI, VII          | 17 de novembre de 2006 | 1 de desembre de 2006  | Consellera de Justícia                                            |
|  | Jordi Turull i Negre                | Jordi Turull i Negre                | CIU (CDC)              | Barcelona      | VII                     | 17 de novembre de 2006 | 5 d'octubre de 2010    |                                                                   |
|  | Bernat Valls i Fuster               | Bernat Valls i Fuster               | ERC                    | Barcelona      |                         | 7 de maig de 2010      | 5 d'octubre de 2010    |                                                                   |
|  | Jordi Valls i Riera                 | Jordi Valls i Riera                 | Socialista (PSC)       | Barcelona      |                         | 17 de novembre de 2006 | 12 de desembre de 2006 |                                                                   |
|  | Francesc Vendrell i Bayona          | Francesc Vendrell i Bayona          | PPC                    | Barcelona      | VI, VII                 | 17 de novembre de 2006 | 14 de juny de 2010     |                                                                   |
|  | Xavier Vendrell i Segura            | Xavier Vendrell i Segura            | ERC                    | Barcelona      | VI, VII                 | 17 de novembre de 2006 | 3 de maig de 2010      |                                                                   |
|  | Núria Ventura i Brusca              | Núria Ventura i Brusca              | Socialista (PSC)       | Tarragona      |                         | 17 de novembre de 2006 | 5 d'octubre de 2010    |                                                                   |
|  | Carme Vidal i Huguet                | Carme Vidal i Huguet                | CIU (CDC)              | Lleida         |                         | 17 de novembre de 2006 | 5 d'octubre de 2010    |                                                                   |
|  | Pere Vigo i Sallent                 | Pere Vigo i Sallent                 | ERC                    | Girona         | VI, VII                 | 17 de novembre de 2006 | 5 d'octubre de 2010    |                                                                   |
|  | Santi Vila i Vicente                | Santi Vila i Vicente                | CIU (CDC)              | Girona         |                         | 17 de novembre de 2006 | 5 d'octubre de 2010    |                                                                   |
|  | Laura Vilagrà i Pons                | Laura Vilagrà i Pons                | ERC                    | Barcelona      |                         | 5 de desembre de 2006  | 5 d'octubre de 2010    |                                                                   |
|  | Flora Vilalta i Sospedra            | Flora Vilalta i Sospedra            | Socialista (PSC)       | Barcelona      | VI, VII                 | 18 de desembre de 2006 | 5 d'octubre de 2010    |                                                                   |

### Substitucions
|  | Dip. renuncia                   | G. parl.         | Baixa      | Motiu | Dip. successor                 | G. parl.         | Alta       |
|  | ------------------------------- | ---------------- | ---------- | --- | ------------------------------ | ---------------- | ---------- |
|  | Josep Huguet i Biosca           | ERC              | 01/12/2006 | Renuncia a la condició de diputat, després de ser nomenat Conseller d'Innovació, Universitats i Empresa                                          | Pere Aragonès i Garcia         | ERC              | 05/12/2006 |
|  | Maria Teresa Aragonès i Perales | ERC              | 01/12/2006 | Renuncia a la condició de diputada, després de ser nomenada Secretària de Funció Pública                                                         | Josep Maria Freixanet i Mayans | ERC              | 05/12/2006 |
|  | Oriol Amorós i March            | ERC              | 01/12/2006 | Renuncia a la condició de diputat, després de ser nomenat Secretari per a la Immigració                                                          | Laura Vilagrà i Pons           | ERC              | 05/12/2006 |
|  | Carme Capdevila i Palau         | ERC              | 01/12/2006 | Renuncia a la condició de diputada, després de ser nomenada Consellera d'Acció Social i Ciutadania                                               | Alfons Quera i Carré           | ERC              | 12/12/2006 |
|  | Marina Geli i Fàbrega           | Socialista (PSC) | 01/12/2006 | Renuncia a la condició de diputada, després de ser nomenada Consellera de Salut                                                                  | Pia Bosch i Codolà             | Socialista (PSC) | 13/12/2006 |
|  | Joan Boada i Masoliver          | ICV-EUiA         | 01/12/2006 | Renuncia a la condició de diputat, després de ser nomenat secretari general del Departament d'Interior                                           | Josep Lluís Postigo i Garcia   | ICV-EUiA         | 13/12/2006 |
|  | Ernest Maragall i Mira          | Socialista (PSC) | 01/12/2006 | Renuncia a la condició de diputat, després de ser nomenat Conseller d'Educació                                                                   | Jordi Terrades i Santacreu     | Socialista (PSC) | 15/12/2006 |
|  | Joaquim Llena i Cortina         | Socialista (PSC) | 01/12/2006 | Renuncia a la condició de diputat, després de ser nomenat Conseller d'Agricultura, Alimentació i Acció Rural                                     | Francés Boya Alòs              | Socialista (PSC) | 15/12/2006 |
|  | Montserrat Tura i Camafreita    | Socialista (PSC) | 01/12/2006 | Renuncia a la condició de diputada, després de ser nomenada Consellera de Justícia                                                               | Mohammed Chaib Akhdim          | Socialista (PSC) | 18/12/2006 |
|  | Martí Carnicer i Vidal          | Socialista (PSC) | 01/12/2006 | Renuncia a la condició de diputat, després de ser nomenat Secretari general del departament d'Economia i Finances de la Generalitat de Catalunya | Joaquim Josep Paladella Curto  | Socialista (PSC) | 19/12/2006 |
|  | Pilar Dellunde i Clavé          | ERC              | 04/12/2006 | Renuncia a la condició de diputada, per motius personals                                                                                         | Patrícia Gomà i Pons           | ERC              | 05/12/2006 |
|  | Jordi Valls i Riera             | Socialista (PSC) | 12/12/2006 | Renuncia a la condició de diputat, després de ser nomenat membre President de l'Autoritat Portuària de Barcelona                                 | Flora Vilalta i Sospedra       | Socialista (PSC) | 18/12/2006 |
|  | Josep Bargalló i Valls          | ERC              | 03/01/2007 | Renuncia a la condició de diputat, en ser nomenat director de l'Institut Ramon Llull                                                             | Sergi de los Ríos i Martínez   | ERC              | 12/01/2007 |
|  | Xavier Sabaté i Ibarz           | Socialista (PSC) | 04/01/2007 | Renuncia a la condició de diputat, després de ser nomenat delegat del Govern de la Generalitat a Tarragona                                       | Dolors López Ortega            | Socialista (PSC) | 17/01/2007 |
|  | Ferran Mascarell i Canalda      | Socialista (PSC) | 01/03/2007 | Renuncia a la condició de diputat, per motius personals                                                                                          | Rosa Maria Ferrer Valls        | Socialista (PSC) | 09/03/2007 |
|  | Jordi William Carnes i Ayats    | Socialista (PSC) | 12/09/2007 | Renuncia a la condició de diputat, per motius personals                                                                                          | Teresa Estruch Mestres         | Socialista (PSC) | 25/09/2007 |
|  | Josep Piqué i Camps             | PPC              | 17/09/2007 | Renuncia a la condició de diputat, per motius personals                                                                                          | Josep Llobet Navarro           | PPC              | 05/10/2010 |
|  | Joan Manuel del Pozo i Àlvarez  | Socialista (PSC) | 25/01/2008 | Renuncia a la condició de diputat, després de ser nomenat conseller del Consell de Govern de la Corporació Catalana de Mitjans Audiovisuals      | José Antonio Donaire Benito    | Socialista (PSC) | 30/01/2008 |
|  | Josep Pont i Sans               | CiU (CDC)        | 21/02/2008 | Renuncia a la condició de diputat, després de ser nomenat membre del Consell de l'Audiovisual de Catalunya                                       | Marta Alòs i López             | CiU (CDC)        | 26/02/2008 |
|  | Jordi Ausàs i Coll              | ERC              | 13/03/2008 | Renuncia a la condició de diputat, en ser nomenat Conseller de Governació`                                                                       | Maria Àngels Cabasés i Piqué   | ERC              | 31/03/2008 |
|  | Joan Ridao i Martín             | ERC              | 26/03/2008 | Renuncia a la condició de diputat, per poder ser elegit diputat al Congrés dels Diputats                                                         | Miquel Carrillo i Giralt       | ERC              | 31/03/2008 |
|  | Marta Camps i Torrens           | Socialista (PSC) | 08/05/2008 | Renuncia a la condició de diputada, per motius personals                                                                                         | Antoni Llevot Lloret           | Socialista (PSC) | 20/05/2008 |
|  | Josep Maria Rañé i Blasco       | Socialista (PSC) | 04/06/2008 | Renuncia a la condició de diputat, després de ser nomenat president del Consell de Treball, Econòmic i Social de Catalunya                       | Josep Casajuana i Pladellorens | Socialista (PSC) | 17/06/2008 |
|  | Esteve Orriols i Sendra         | CiU (CDC)        | 25/06/2008 | Renuncia a la condició de diputat, després de ser nomenat membre del Consell de l'Audiovisual de Catalunya                                       | Montserrat Ribera i Puig       | CiU (CDC)        | 01/07/2008 |
|  | Ramon Camp i Batalla            | CiU (CDC)        | 23/09/2008 | Renuncia a la condició de diputat, després de ser nomenat vocal del Consell General del Poder Judicial                                           | Jordi Cuminal i Roquet         | CiU (CDC)        | 26/09/2008 |
|  | Antonio Robles Almeida          | Mixt             | 08/09/2009 | Renuncia a la condició de diputat, per motius personals                                                                                          | Carmen de Rivera i Pla         | Mixt             | 17/09/2009 |
|  | Montserrat Nebrera i González   | PPC              | 21/10/2009 | Renuncia a la condició de diputada, per motius personals                                                                                         | Eva García Rodríguez           | PPC              | 23/10/2009 |
|  | José Antonio Donaire Benito     | Socialista (PSC) | 13/01/2010 | Renuncia a la condició de diputat, per motius personals                                                                                          | Núria Carreras i Jordi         | Socialista (PSC) | 25/01/2010 |
|  | Xavier Vendrell i Segura        | ERC              | 03/05/2010 | Renuncia a la condició de diputat, per motius personals                                                                                          | Bernat Valls i Fuster          | ERC              | 07/05/2010 |
|  | Francesc Vendrell i Bayona      | PPC              | 14/06/2010 | Renuncia a la condició de diputat, per motius personals                                                                                          | Pere Calbó i Roca              | PPC              | 17/06/2010 |
|  | Carme Figueras i Siñol          | Socialista (PSC) | 29/07/2010 | Renuncia a la condició de diputada, després de ser nomenada membre del Consell de l'Audiovisual de Catalunya                                     | Dídac Pestaña Rodríguez        | Socialista (PSC) | 04/08/2010 |
|  | Uriel Bertran i Arrué           | ERC              | 05/08/2010 | Renuncia a la condició de diputat, per motius personals                                                                                          | Jordi Cots i Domínguez         | ERC              | 20/09/2010 |